# Cayeux-sur-Mer

Cayeux-sur-Mer este o comună în departamentul Somme, Franța. În 1 ianuarie 2022 avea o populație de 2.344 de locuitori.